# Србија на Европском првенству у атлетици на отвореном 2006.
Србији је ово било прво учествовање на Европским првенствима у атлетици на отвореном под овим именом. На Европском првенству 2006. одржаном у Гетеборгу, Шведска, 7. до 13. августа. Србију је представљало 9 спортиста (5 мушкараца и 4 жене), који су се такмичили у 8 дисциплина.
Најуспешнија је била Оливера Јевтић која је у својој дисциплини освојила сребну медаљу, што је и прва медаља за Србију на европским првенствима у атлетици. Овом медаљом Србија је у укупном пласману на овом првенству поделила 23. место од укупно 40 земаља које су освојиле медаље. У табели успешности земаља према бодовима које је освојило осам првопласираних (финалиста) у свим дисциплинама Србија је заузела 30. место са 2 пласмана и 8 бодова. 

## Учесници
| Дисциплина    | Мушкарци                          | Жене                   |
| ------------- | --------------------------------- | ---------------------- |
| 1.500 м       |                                   | Соња Столић, МГ        |
| Маратон       |                                   | Оливера Јевтић, МЛУ    |
| 110 м препоне | Мирослав Новаковић, ПК            |                        |
| 20 км ходање  | Предраг Филиповић, ЦТ             |                        |
| 50 км ходање  | Александар Раковић, ЖН            |                        |
| Скок мотком   |                                   | Славица Семењук, ЦЗ    |
| Бацање кугле  | Милан Јотановић ПБ Лука РујевићПБ |                        |
| Бацање диска  |                                   | Драгана Томашевић, СИР |

## Освајачи медаља

### Сребро
- Оливера Јевтић — маратон

## Резултати

### Мушкарци
| Атлетичар          | Дисциплина    | Лични рекорд | Квалификације                            | Квалификације                            | Полуфинале                               | Полуфинале                               | Финале                                   | Финале                                   | Детаљи    |
| Атлетичар          | Дисциплина    | Лични рекорд | Резултат                                 | Место                                    | Резултат                                 | Место                                    | Резултат                                 | Место                                    | Детаљи    |
| ------------------ | ------------- | ------------ | ---------------------------------------- | ---------------------------------------- | ---------------------------------------- | ---------------------------------------- | ---------------------------------------- | ---------------------------------------- | --------- |
| Мирослав Новаковић | 110 м препоне | 13,83        | 14,40                                    | 7. у гр. 1                               | Није се квалигфиковао                    | Није се квалигфиковао                    | Није се квалигфиковао                    | 32 / 32 (34)                             | стр 22.   |
| Предраг Филиповић  | 20 км ходање  | 1:21:50 НР   |                                          |                                          |                                          |                                          | 1:25:16                                  | 12 / 17 (19)                             | стр 50/51 |
| Александар Раковић | 50 км ходање  | 3:48:01 НР   | Није завршио трку                        | Није завршио трку                        | стр 52/54                                |                                          |                                          |                                          |           |
| Милан Јотановић    | бацање кугле  |              | 19,53                                    | 6 у гр. А                                |                                          |                                          | Није се пласирао                         | 13. / 30 (32)                            | стр.32    |
| Лука Рујевић       | бацање кугле  |              | Без исправмог бацања, остао без пласмана | Без исправмог бацања, остао без пласмана | Без исправмог бацања, остао без пласмана | Без исправмог бацања, остао без пласмана | Без исправмог бацања, остао без пласмана | Без исправмог бацања, остао без пласмана | стр.32    |

### Жене
| Атлетичаркa       | Дисциплина   | Лични рекорд | Квалификације | Квалификације | Полуфинале        | Полуфинале | Финале            | Финале       | Детаљи  |
| Атлетичаркa       | Дисциплина   | Лични рекорд | Резултат      | Место         | Резултат          | Место      | Резултат          | Место        | Детаљи  |
| ----------------- | ------------ | ------------ | ------------- | ------------- | ----------------- | ---------- | ----------------- | ------------ | ------- |
| Соња Столић       | 1.500 м      | 4:09,17 НР   | 4:13,19 ЛРС   | 11 у гр. 2    |                   |            | Није се пласирала | 20 / 28 (30) | стр.67  |
| Оливера Јевтић    | маратон      | 2:25:23 НР   |               |               |                   |            | 2:30:27           |              | стр. 72 |
| Славица Семењук   | скок мотком  | 4,23 НР      | 4,15          | =9 у гр. А    | Није се пласирала | = 17 / 27  | стр.84            |              |         |
| Драгана Томашевић | бацање диска |              | 63,63 НР      | 1 у гр. Б КВ  | 60,20             | 8 / 25     | стр.92            |              |         |